# Michael Milken
Michael Robert Milken (* 4. července 1946 Encino, Kalifornie) je americký finančník a filantrop, ale také odsouzený zločinec. Je známý svou rolí při rozvoji trhu s dluhopisy s vysokým výnosem ("junk bonds"), a svým odsouzením a trestem po přiznání viny na základě obvinění z trestného činu porušování amerických zákonů o cenných papírech. Od svého propuštění z vězení je známý také svou charitativní činností. 18. února 2020 udělil Milkenovi prezident Donald Trump milost.
Milken byl v roce 1989 obviněn z vydírání a podvodů s cennými papíry v rámci vyšetřování obchodování s důvěrnými informacemi (angl. insider trading). V důsledku dohody o přiznání viny se přiznal k porušení předpisů o cenných papírech a podávání zpráv, ale nikoli k vydírání nebo obchodování zasvěcených osob. Milken byl odsouzen k deseti letům vězení, pokutě 600 milionů dolarů a Komise pro cenné papíry a burzy mu natrvalo zakázala působit v odvětví cenných papírů. Později mu byl trest snížen na dva roky za spolupráci při svědectví proti svým bývalým kolegům a za dobré chování. Od svého propuštění z vězení Milken financuje lékařský výzkum.
Je spoluzakladatelem nadace Milken Family Foundation, předsedou Milkenova institutu a zakladatelem lékařských filantropií financujících výzkum melanomu, rakoviny a dalších život ohrožujících nemocí. Milken, který přežil rakovinu prostaty, věnoval na výzkum této nemoci značné prostředky. Časopis Fortune jej v listopadu 2004 v článku na titulní straně nazval "Mužem, který změnil medicínu", a to pro změny v přístupu k financování a výsledkům, které inicioval. Milkenova odměna v době, kdy vedl oddělení vysoce výnosných dluhopisů ve společnosti Drexel Burnham Lambert, přesáhla koncem 80. let 20. století za čtyři roky 1 miliardu dolarů, což byl v té době rekordní příjem v USA. S odhadovaným čistým jměním kolem 3,7 miliardy dolarů z roku 2018 je podle časopisu Forbes 606. nejbohatší osobou na světě.